# Orsolya Pince

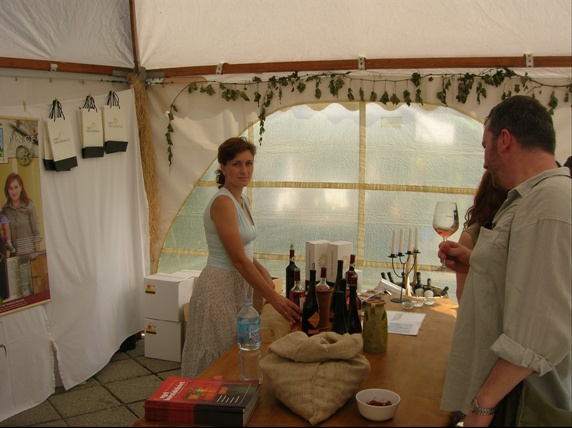
Turcsek Orsolya az Orsolya Pince boraival a 2006-os Bikavér Napokon Egerben

A Orsolya Pince az Eger közelében található Ostoros község határában működő borászat, melyet  Turcsek Orsolya és Tarnóczi Zoltán működtet.
A pince borai között megtalálhatók leánykák, olaszrizlingek , kékfrankosok  és egy 2005-ös zweigelt az ostorosi Kutyahegy-dűlőből. 

## Külső hivatkozások
- Az Orsolya Pince a Hír Tv Vörös és Fehér című műsorában
- Az Orsolya Pince honlapja
- Két egri lány és a kapitány
- Év borásza szavazás a Művelt Alkoholistán
- Orsolyázás[halott link]
- A Borbarát Magazin az Orsolya Pince 2002-es Kékfrankosáról
- Azt a kutyafülű mindenit !
- Rizlingodisszea V.
- A Borbarát Magazin az Orsolya Pincéről